# Lacul Știucilor
Lacul Știucilor este o arie protejată de interes național ce corespunde categoriei a IV-a IUCN (rezervație naturală de tip avifaunistic), situată în județul Cluj, pe teritoriul administrativ al comunei Fizeșu Gherlii.

## Localizare
Aria naturală aflată în partea nord-estică a județului Cluj (în Câmpia Fizeșului) și cea vestică a satului Săcălaia (în locul numit Valea Bontului), lângă drumul județean (DJ109D) care leagă satul Sic de Bonț.

## Descriere
Rezervația naturală (înființată în anul 1966) a fost declarată arie protejată prin Legea Nr.5 din 6 martie 2000, publicată în Monitorul Oficial al României, Nr.152 din 12 aprilie 2000 (privind aprobarea Planului de amenajare a teritoriului național - Secțiunea a III-a - zone protejate) și se întinde pe o suprafață de 26 hectare.
Aria naturală reprezintă o zonă umedă, cu luciu de apă (lac populat cu știucă, o specie de pește teleostean) și vegetație lacustră ce include și insule plutitoare (plauri) acoperite cu stuf.

### Biodiversitate

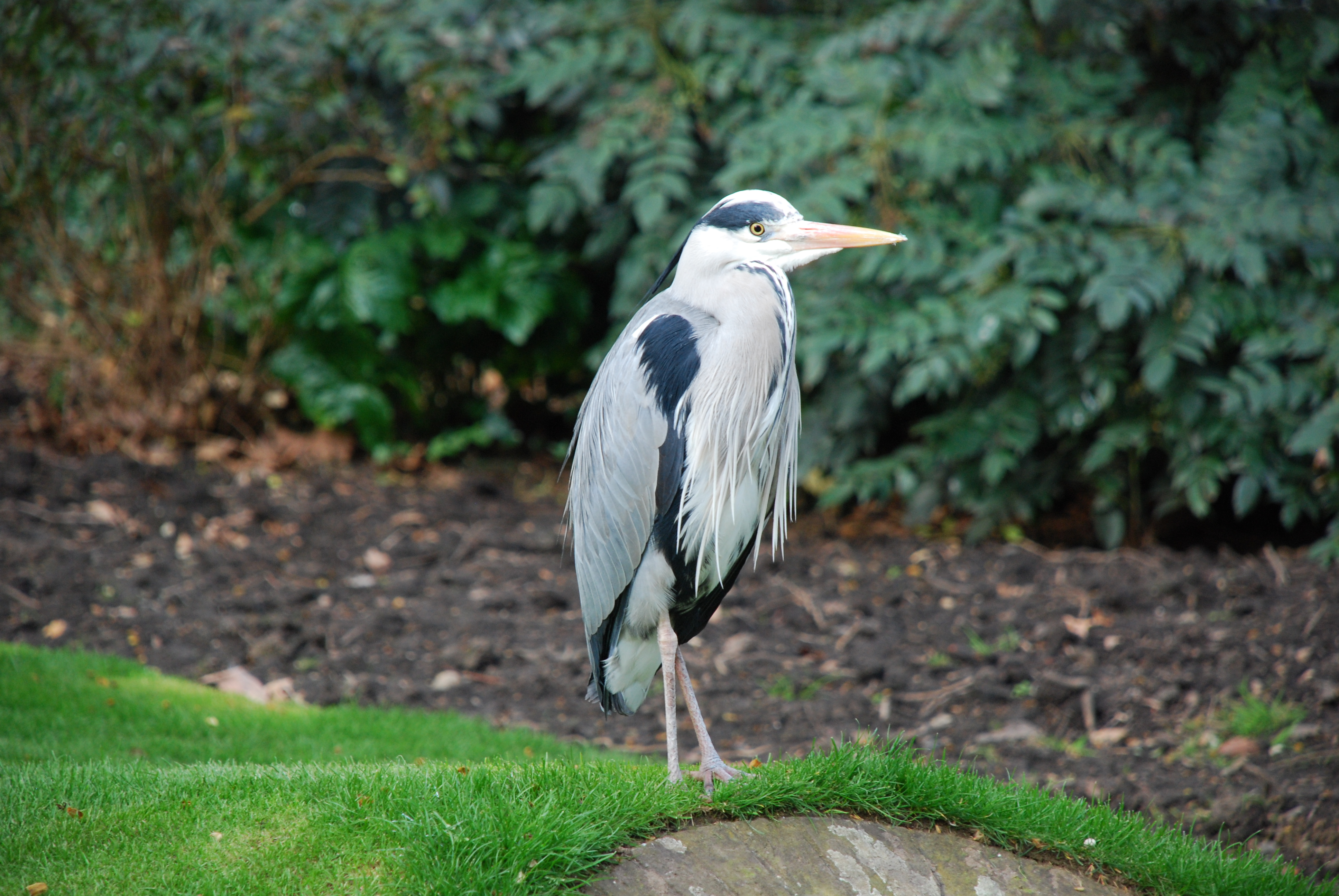
Stârc cenuşiu (Ardea cinerea)

Rezervația găzduiește și asigură condiții de hrană și viețuire pentru mai multe specii de păsări acvatice clocitoare protejate la nivel european (prin directivele 147/CE din 30 noiembrie 2009  și 79/409/CEE din 2 aprilie 1979 - privind conservarea păsărilor sălbatice) sau aflate pe lista roșie a IUCN.
Specii de păsări semnalate în arealul rezervației naturale: buhai de baltă (Botaurus stellaris), corcodel mic (Tachybaptus rificollis), lișiță (Fulica atra), presură (o specie din familia Emberizidae); precum și pentru păsări de pasaj cu specii  de: stârc cenușiu (Ardea cinerea), nagâț (Vanellus vanellus) sau cufundar polar (Gavia arctica), ciocârlie-de-câmp (Alauda arvensis), rață mare (Anas platyrhynchos), pescăruș albastru (Alcedo atthis), fâsă-de-câmp (Anthus campestris), fâsă de pădure (Anthus trivialis) sau acvilă țipătoare mică (Aquila pomarina).

## Obiective turistice

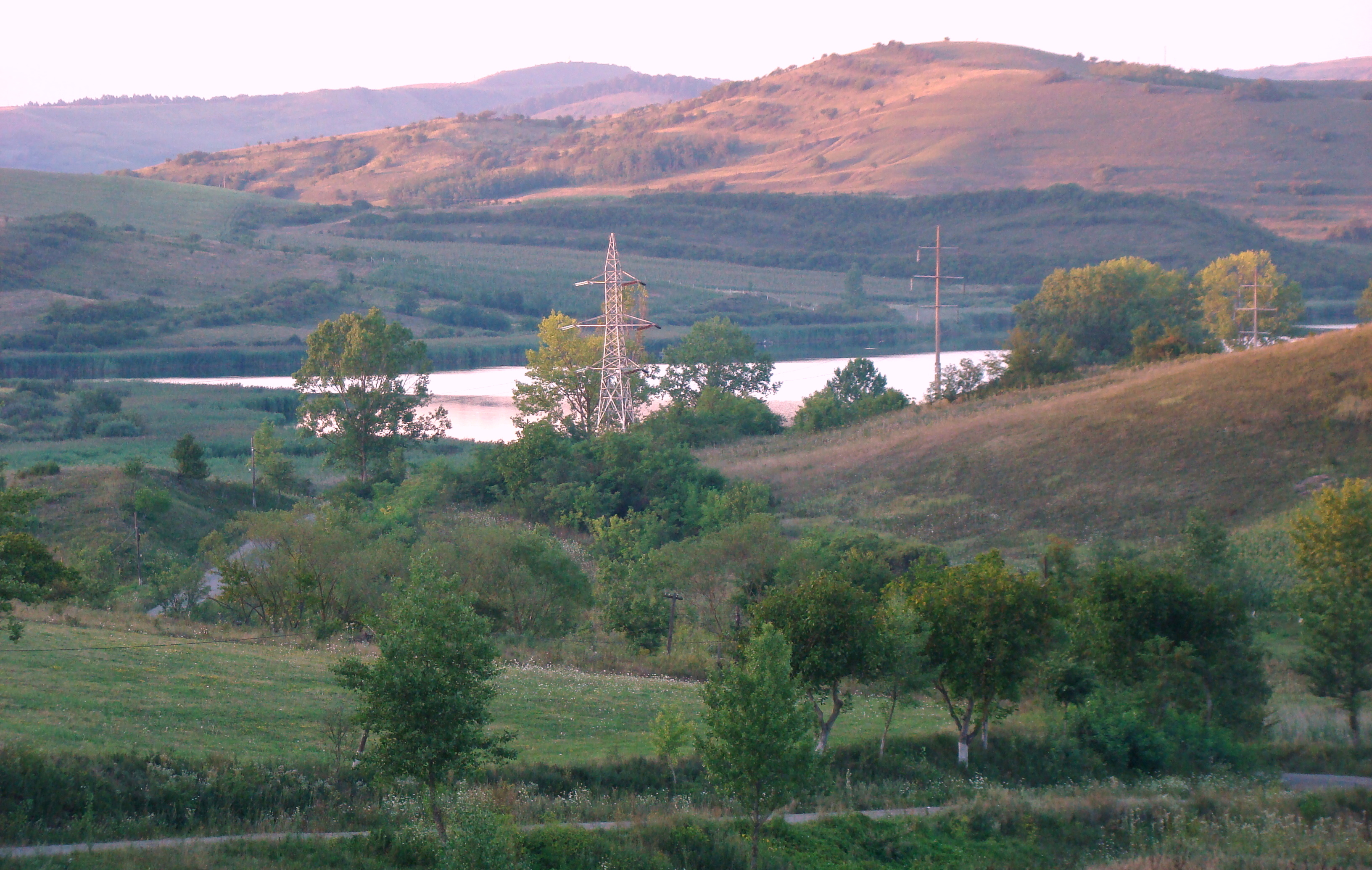
Lacul Știucilor văzut dinspre Sic

În vecinătatea rezervației naturală se află mai multe obiective de interes turistic (lăcașuri de cult, monumente istorice), astfel:
- Biserica Reformată-Calvină din secolul al XVII-lea, cu tavan casetat, pictat în 1752
- Biserica de lemn din secolul al XVII-lea (1701), din satul Nicula. A fost adusă din satul Fânațe, județul Bistrița-Năsăud.
- Biserica de lemn cu hramul „Sfinții Arhangheli Mihail și Gavriil”  (1829), din satul Bonț

## Galerie de imagini

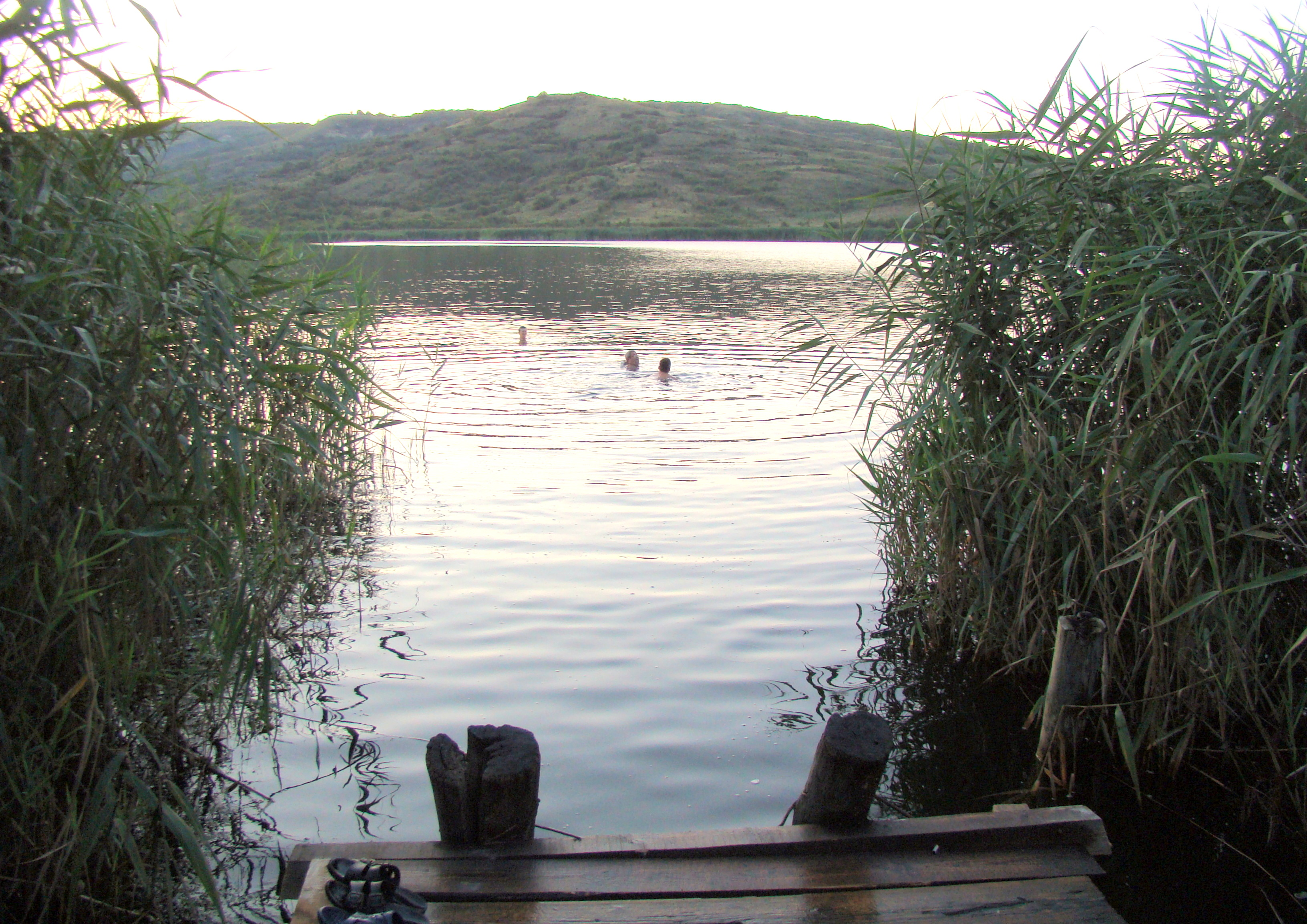
Aria protejată e folosită pe post de „bază de agrement”
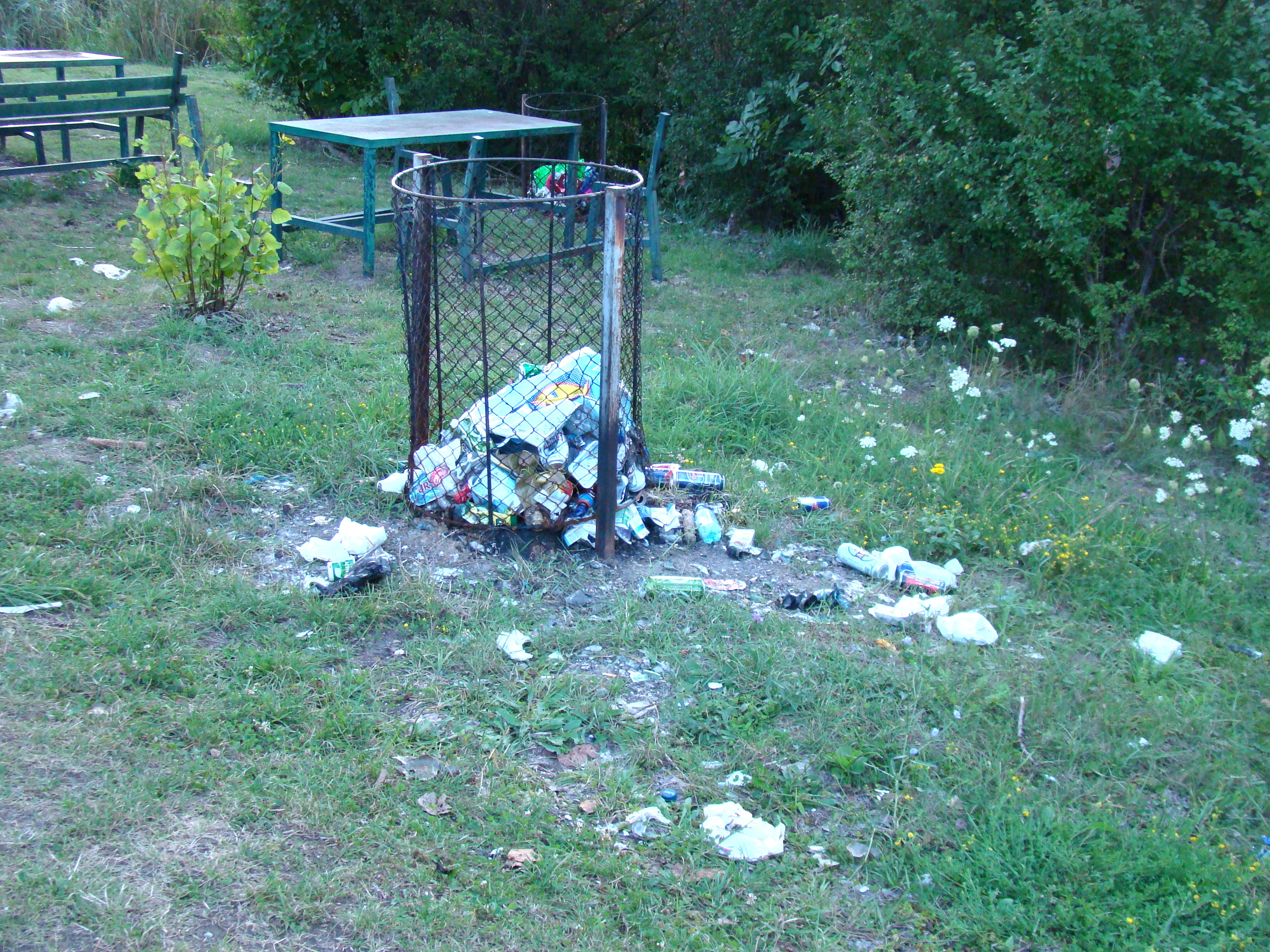
Urme de „civilizație”
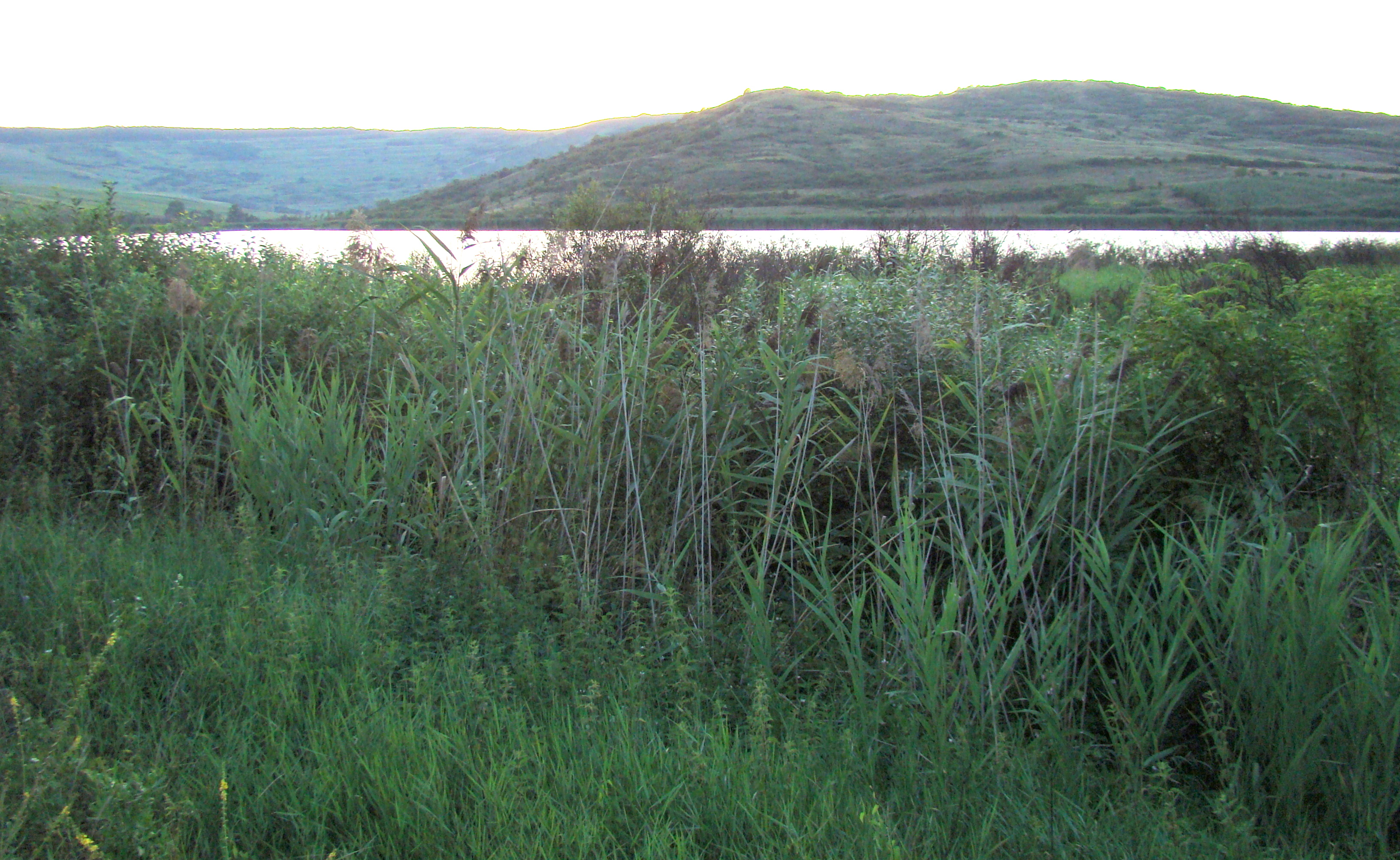